# Pleiospilos compactus subsp. canus
Pleiospilos compactus subsp. canus, una subespecie de  Pleiospilos compactus, es una planta suculenta perteneciente a la familia de las aizoáceas. Es originaria de Sudáfrica

## Descripción
Es una pequeña planta suculenta perennifolia, que alcanza un tamaño de 4 cm de altura. Se encuentra a una altitud de 600 - 1700 metros en Sudáfrica.

## Galería

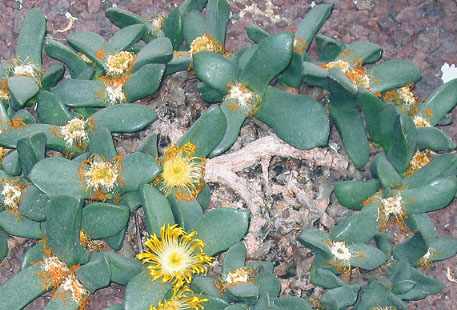
Hojas con flores
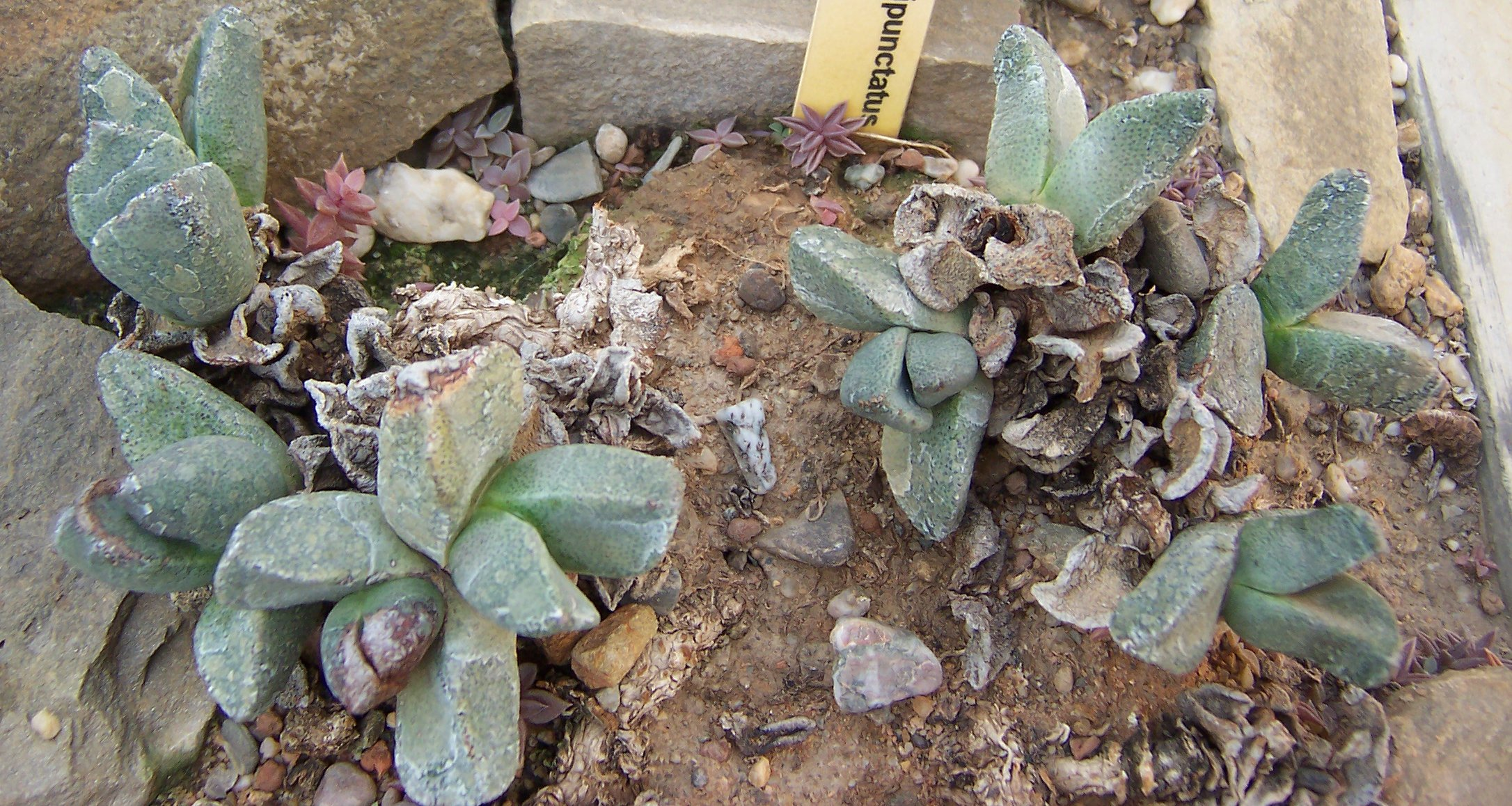
Detalle de hojas
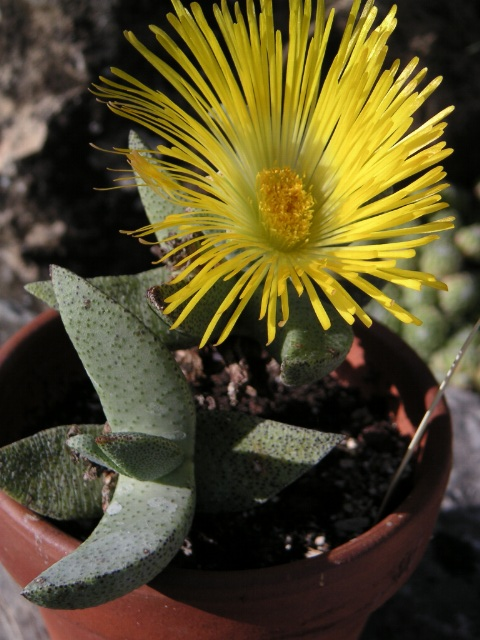
Flor

## Sinonimia
| - Mesembryanthemum canum Haw. (1795) basónimo - Pleiospilos canus (Haw.) L.Bolus - Punctillaria cana L.Bolus (1927) - Pleiospilos borealis L.Bolus (1931) - Pleiospilos brevisepalus L.Bolus (1931) - Pleiospilos dekenahi (N.E.Br.) Schwantes - Punctillaria dekenahi N.E.Br. (1928) - Pleiospilos framesii L.Bolus (1929) - Pleiospilos grandiflorus L.Bolus (1931) - Pleiospilos kingiae L.Bolus (1936) - Pleiospilos latifolius L.Bolus (1936) - Pleiospilos latipetalus L.Bolus (1931) - Pleiospilos leipoldtii L.Bolus (1931) | - Pleiospilos longisepalus L.Bolus (1936) - Pleiospilos magnipunctatus var. inaequalis L.Bolus - Pleiospilos magnipunctatus (Haw.) Schwantes - Punctillaria magnipunctata (Haw.) N.E.Br. - Mesembryanthemum magnipunctatum Haw. - Pleiospilos nobilis (Haw.) Schwantes - Mesembryanthemum nobile Haw. (1823) - Pleiospilos peersii L.Bolus (1931) - Pleiospilos rouxii L.Bolus (1936) - Pleiospilos sesquiuncialis (N.E.Br.) Schwantes - Pleiospilos magnipunctatus var. sesquiuncialis L.Bolus - Pleiospilos willowmorensis L.Bolus (1931) - Punctillaria sesquiuncialis N.E.Br. (1928)) |